# Nerkarê
Nerkarê est un roi de la XIIIe dynastie. 

## Attestations
Nerkarê est surtout connu grâce à une seule stèle datant de l'an 1 de son règne qui a été publiée en 1897 mais qui est aujourd'hui perdue,.
De plus, le nom d'un roi qui pourrait être Nerkarê est attesté sur un relevé du niveau du Nil de Semna, près de la deuxième cataracte du Nil en Nubie. Le document est daté de la première année de règne de ce roi, dont le nom a été lu comme Djefakarê par les égyptologues Fritz Hintze et W. F. Reineke. Kim Ryholt note cependant que le prénom a été mal lu par les découvreurs du document avec le signe de Gardiner G14 nr, représentant un vautour, confondu avec le signe G42 représentant un canard et se lisant ḏf3,. Ainsi, Kim Ryholt et d'autres, comme Darrell Baker, lisent maintenant le nom comme Nerkarê,.
Le fait que le relevé du niveau du Nil datent de sa première année de règne indique qu'il a accédé au trône au début d'une année civile, avant la saison des inondations au cours de laquelle ces relevés sont effectués.

## Position chronologique
Des relevés du niveau du Nil réalisés dans autour des forteresses de Kouma et Semna ont eu lieu au cours de six règnes : Amenemhat III, Amenemhat IV et Néférousobek de la XIIe dynastie, Sékhemrê-Khoutaouy Amenemhat-Sobekhotep, Sékhemkarê Amenemhat-Senbef et Nerkarê pour la XIIIe dynastie. Les cinq premiers étant cinq rois consécutifs, il a été suggéré par Kim Ryholt et Julien Siesse que Nerkarê devait être le successeur direct de Sékhemkarê Amenemhat-Senbef. Nerkarê serait donc le troisième roi de la XIIIe dynastie.

## Identité
Julien Siesse propose d'associer Nerkarê au roi Amény-Qémaou et ce, pour plusieurs raisons :
- premièrement, il réfute l'hypothèse de Ryholt qui voit dans les noms de Sa-Rê doubles (par exemple Amenenhat-Sobekhotep pour Sékhemrê-Khoutaouy Amenemhat-Sobekhotep) une association du nom de naissance du roi avec celui de son père (Sobekhotep aurait donc eu un père nommé Amenhemhat selon Ryholt) ;
- deuxièmement, les documents mentionnant un même nom de Nesout-bity mais différents noms de Sa-Rê se rapportent selon lui au même roi : plus particulièrement, Sékhemkarê Amenemhat-Senbef et Sekhemkarê Amenemhat, respectivement deuxième roi et quatrième roi de la XIIIe dynastie selon Ryholt, ne sont qu'un seul et même roi nommé Sékhemkarê Amenemhat-Senbef, positionné en deuxième position dans la dynastie et identifié au Sékhemkarê du Canon royal de Turin, placé également en deuxième position sur le papyrus ;
- troisièmement, le quatrième roi de la XIIIe dynastie selon le Canon royal de Turin (sixième roi selon Ryholt) est Hotepibrê Qémaou-Sa-Hornedjhéritef, dont le nom de Sa-Rê signifie littéralement Le fils de Qémaou, Hornedjhéritef, ce qui ferait de lui le fils du roi Amény-Qémaou ;
- quatrièmement, Amény est le diminutif du nom Amenemhat ; or, le troisième nom inscrit pour la XIIIe dynastie sur le Canon royal de Turin est Amenemhatrê : si le -rê est probablement une erreur du scribe, Julien Siesse associe cet Amenemhat à Amény-Qémaou, prédécesseur direct et père du roi Hotepibrê Qémaou-Sa-Hornedjhéritef ;
- le nom de Nerkarê est un nom de Nesout-bity associé à aucun nom de Sa-Rê, à l'inverse, Amény-Qémaou est un nom de Sa-Rê associé à aucun nom de Nesout-bity, or Nerkarê semble être le successeur direct de Sékhemkarê Amenemhat-Senbef selon les relevés du niveau du Nil à Semna, tandis qu'Amény-Qémaou semble être le Amenemhatrê du Canon royal de Turin, successeur direct de Sékhemkarê Amenemhat-Senbef selon ce même papyrus.

Pour toutes ces raisons, Julien Siesse fait de Nerkarê et d'Amény-Qémaou un seul et même roi et établit le début de la  XIIIe dynastie comme suit :
1. Sékhemrê-Khoutaouy Amenemhat-Sobekhotep
2. Sékhemkarê Amenemhat-Senbef = Sekhemkarê Amenemhat
3. Nerkarê = Amény-Qémaou
4. Hotepibrê Qémaou-Sa-Hornedjhéritef.